# Helena Dmowska
Helena Dmowska z domu Kozłowska (ur. 26 lutego 1931 w Rudzie, zm. 5 lutego 2019 w Otwocku) – polska lekkoatletka, specjalistka rzutu dyskiem.

## Kariera
Na mistrzostwach Europy w 1954 w Bernie zajęła 13. miejsce w rzucie dyskiem, a na mistrzostwach Europy w 1958 w Budapeszcie była siódma w tej konkurencji.
Pięciokrotnie zdobywała mistrzostwo Polski w rzucie dyskiem: w 1954, 1955, 1957, 1958 i 1960.
Trzykrotnie poprawiała rekord Polski w tej konkurencji, doprowadzając go do wyniku 50,22 m (15 czerwca 1958, Warszawa).
W latach 1951–1960 startowała w dwudziestu meczach reprezentacji Polski w rzucie dyskiem, odnosząc cztery zwycięstwa indywidualne.
Rekordy życiowe:
- rzut dyskiem – 52,01 (28 maja 1962, Warszawa)
- pchnięcie kulą – 12,79 (19 maja 1962, Warszawa)

Była zawodniczką klubów: Związkowiec Białystok, Spójnia Białystok, Spójnia Warszawa, AZS Warszawa, Start Warszawa i Warszawianka.